# Pohrebea Nouă, Stînga Nistrului
Pohrebea Nouă este un sat din cadrul comunei Comisarovca Nouă din Unitățile Administrativ-Teritoriale din Stînga Nistrului, Republica Moldova.